# Maráza
Maráza é um município da Hungria, situado no condado de Baranya. Tem 9,7 km² de área e sua população em 2019 foi estimada em 163 habitantes.